# Distretto di Belleh
Il distretto di Belleh è un distretto della Liberia facente parte della contea di Gbarpolu.